# 反警情緒

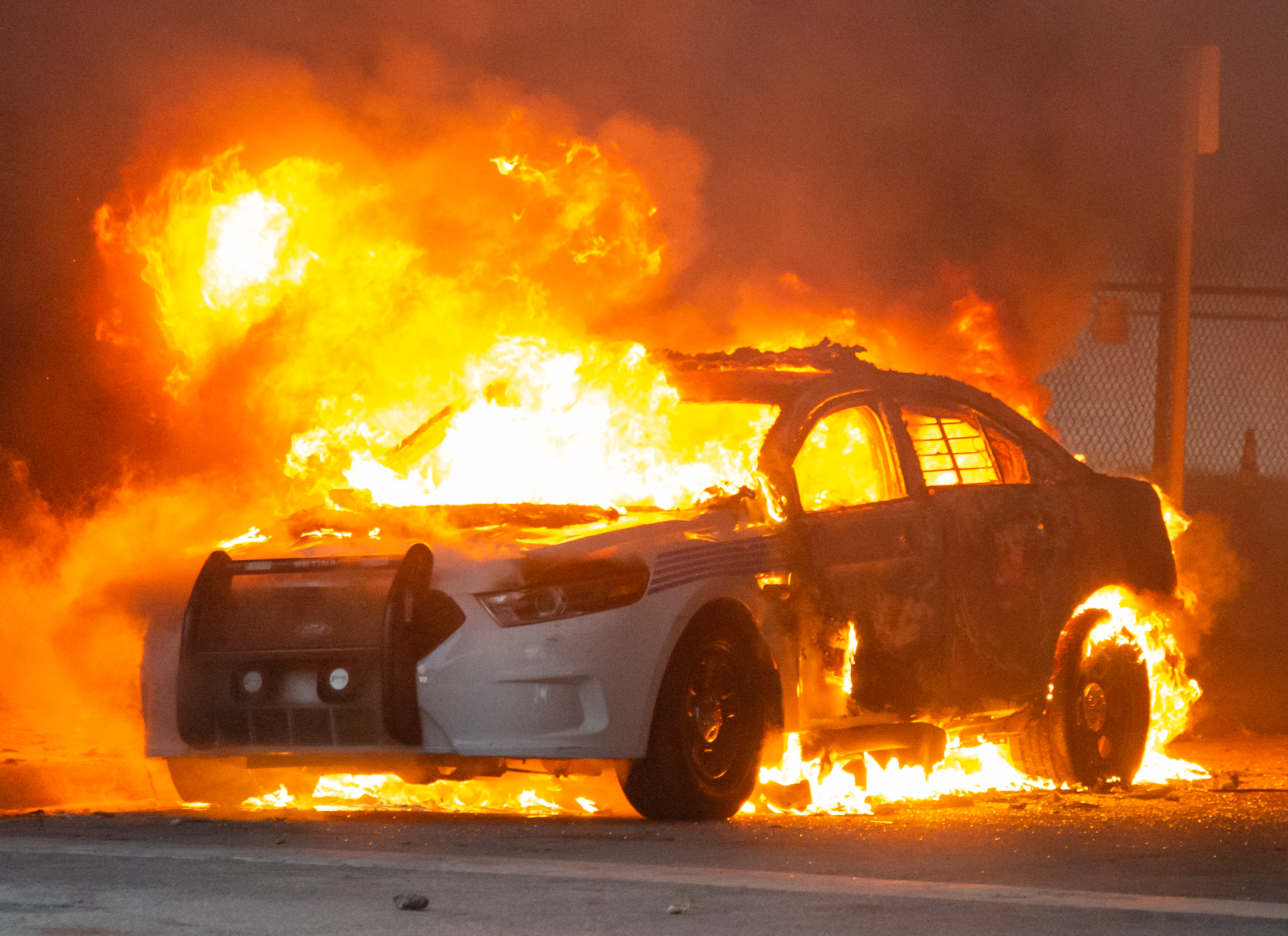

反警情绪，是指個人或社會群體持有反对警察的態度或立場。
反警情緒的表現方式可以是抗议、遊行示威 ，甚至使用暴力，以挑戰警察的權威。

## 世界各地的反警情緒

### 英國
在1790年代後期的英格兰和威尔士，當時的反警情緒源於阻礙法官行使权力，以及对一些不熟悉的组织的懷疑與不信任。

### 美国
在1950年代，威廉‧韦斯特利認為，反警察情绪可能出現對在危險下工作的社會污名或恥辱，或出自一些不道德的做法。
在1970年代，執法部門開始關注有關警察的不当行为的訴訟。
在美國，民眾不信任警察的原因，跟當地警察的暴行和種族歧視行為有關。

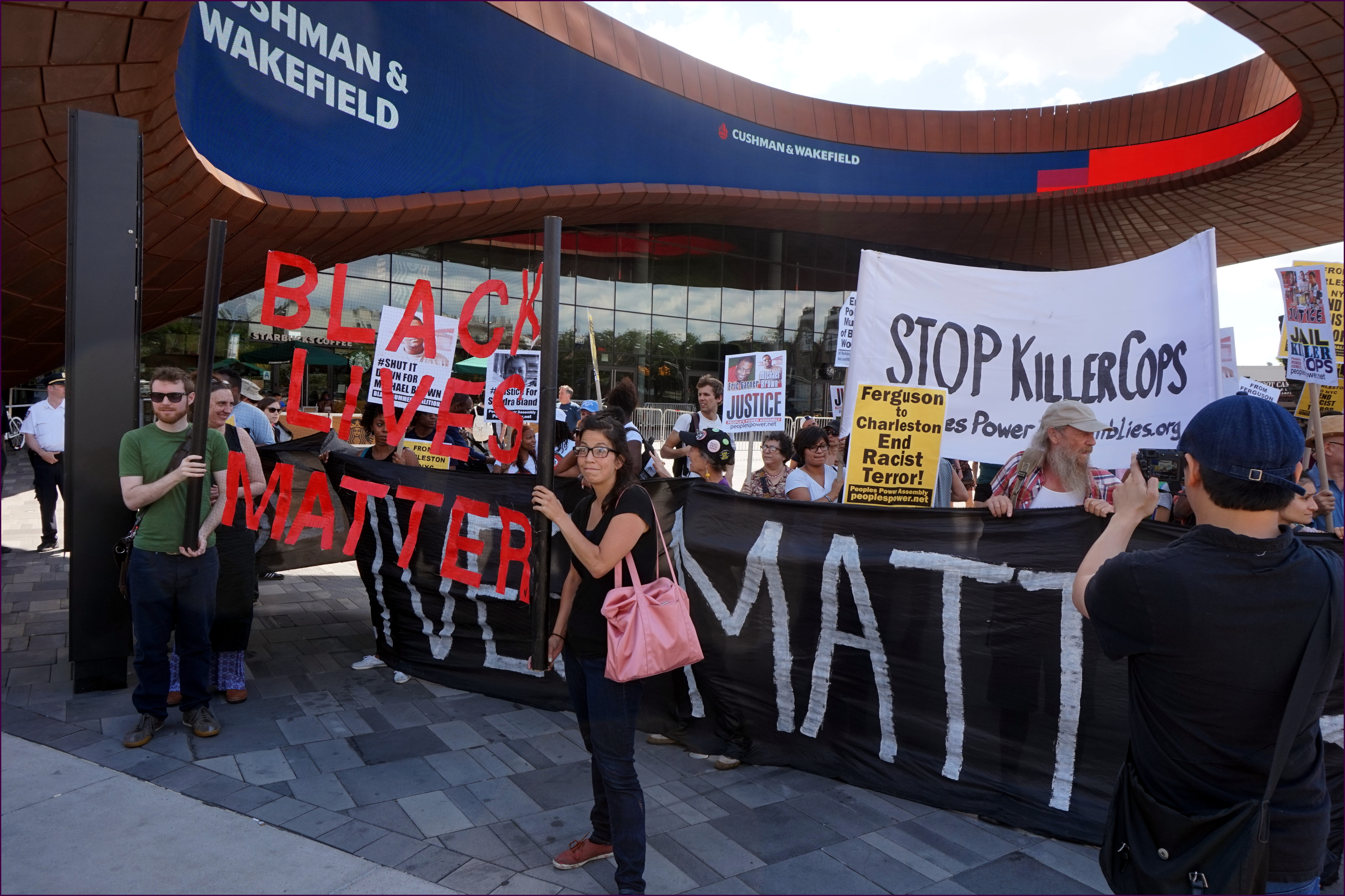
2015年一場纪念迈克尔‧布朗命案的活動

在1991年，非洲裔美国人Rodney King被四个洛杉矶警察殴打。在1992年，參與毆打的警察官員獲判無罪，觸發1992年洛杉磯暴動。事件吸引大量媒体关注警察对少数群体诸如非洲裔美国人的暴力。
在2014年， 邁克爾·布朗命案和民眾随之而来的憤慨情緒，被认为是一个美國民眾「向警察宣戰」的轉捩點， ，連帶Black Lives Matter（意指「黑人的命很重要」）社會運動，警察的合法性備受挑戰。
贫困街区中的少数群体，往往更不信任警察 ，並感受到法律不是保障他們。
由於警察和法律在某程度上限制青少年的自由，反警察的情绪也出現在年轻人中间。

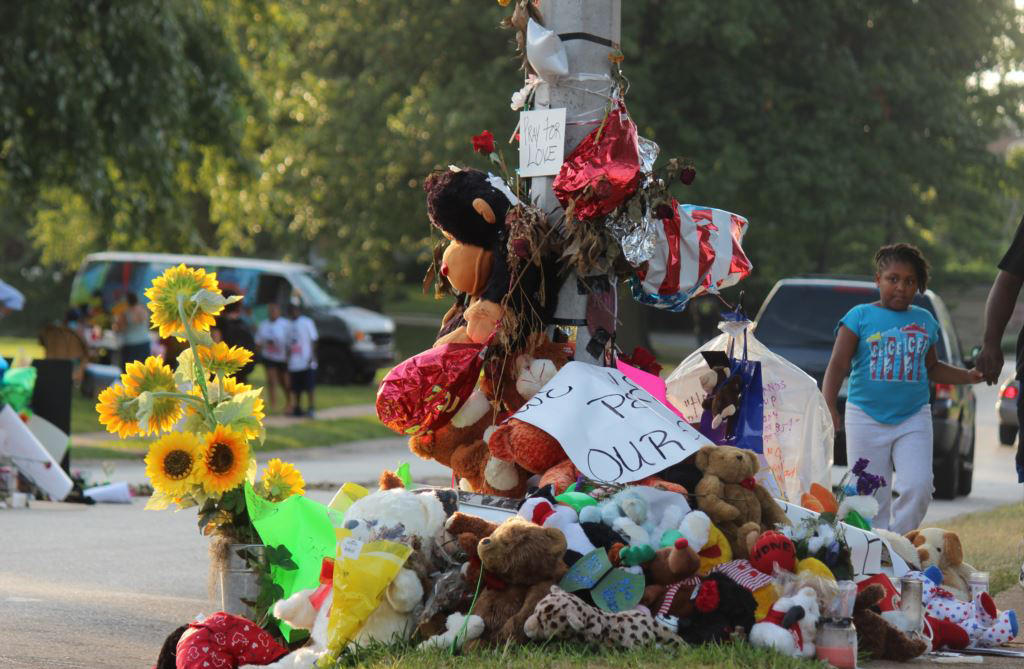
2014年迈克尔‧布朗命案纪念活动

美國總統特朗普多次谴责反警察的气氛。

#### 例子
- 2014年，一个美国警官開槍射殺沒有攜帶武器的非洲裔迈克尔‧布朗，引發公眾憤怒。民眾谴责执法部門對被邊緣化群體使用武力。[8]古韩、博曼和Schweitzer指出，在命案發生後，在牽涉警察暴行的事件中，公眾更容易假設，警察使用不合理暴力。
- 2016年7月一個明尼苏达州警察射殺Philando Castile，引發大規模抗議，其中包括向警察總部淋紅漆。[12][13]
- 2016年达拉斯警察枪击案中5名警官遇害。[14]事件發生時正值一場反對警察暴力的示威。[15]
- 2017年，2011年射殺安东尼‧拉马尔‧史密斯的警察獲判無罪，引發達拉斯一連串抗議活動。示威群眾展示寫有反對警察字句的標語，又破壞警车和警察其他财产。[16]暴力抗议期間，有10名警員受傷。
- 2019年泽西城射擊案發生，有部分原因是反對執法部門的情緒。[17]

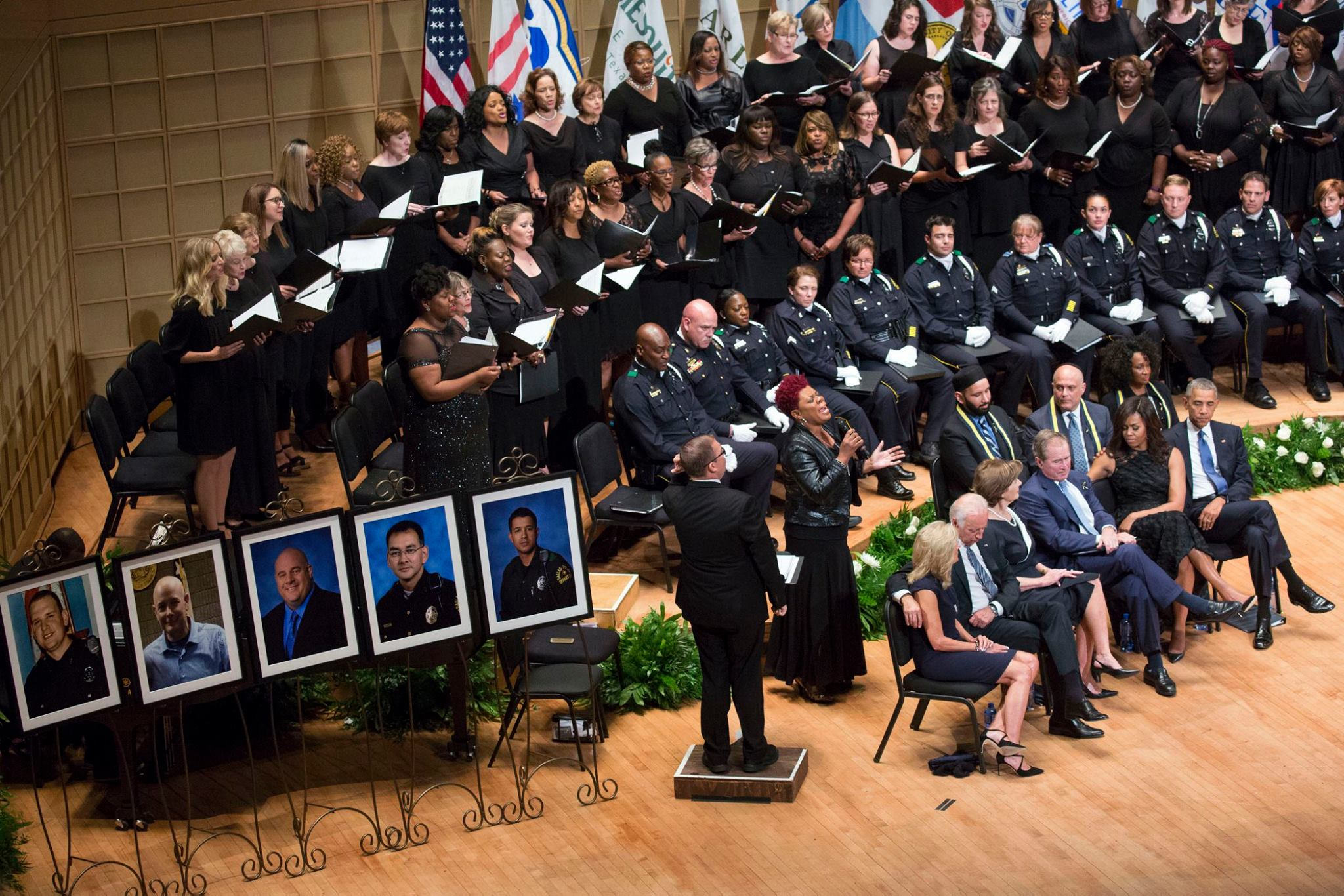
2016年达拉斯警察槍擊案紀念活動

#### 媒體
智能手机讓人可以實時記錄與警察衝突和對抗的場面，並經由互聯網散播開去。有評論因而認為，智能手機協助反警察的情绪擴散。大眾媒體特定的敘事角度，通过社群媒体传播或會加强"我们与他们"的對立心态，有害于社会与警察的关系。

#### 嘻哈文化
嘻哈文化亦時有展現反警察情绪。

##### 例子
- 全民公敵組合 – 對嘻哈行業而言，1980年代后期是一个重要的年代。當時嘻哈音樂作品開始明确而殘酷地批判當權者道德敗壞。[20]多個嘻哈組合利用其作品表達反對警察觀點，並嚴厲地批判警隊的行為，使他們意識到自己的种族偏见。例如全民公敵組合於1989年發布Fight the Power，便體現了說唱音樂開始擁抱的抗衡權力的態度。[21]
- N.W.A – 另一個流行文化中反對警察論調的例子是N.W.A於1988年發布的Fuck tha police。歌曲靈感源自他們受執法部門歧視的經歷。當局以不滿態度回應作品，說唱群體與警察的關係因而日趨緊張。[22]另一方面，歌曲在非洲裔美国人群體中引發強烈和廣泛共鳴。他們認為只有在這類虛構歌曲中才能找到他們渴求的公義。歌曲挑釁的風格亦影響了其他歌手的創作，如Mayhem Mai同名反警歌曲，便引起當局強烈反彈。
- Uncle Murda & Maino – 有評論將Uncle Murda & Maino 2014年發布的Hands Up描述为一個"關於無法再忍受下去的邊緣群體的寓言"。[18]歌词以反警察為主題，其音乐视频亦描绘權力反转的狀況。

#### 美国警方反应
警方曾表示感到受暴力示威者和攻击者威脅，亦擔心警察和社区之間的鴻溝。
有評論指責媒體助長反警察的情绪。Chuck Cantury Howard Safir在他寫给总统巴拉克‧奥巴马的信中認為已經出現向警察宣戰的情況。2015年，前联邦调查局主任詹姆斯‧科米將事件形容為"一股寒流吹過美國執法機構...那股寒流正在改變人們的行為"。一些学者提出的理论认为，警察發動的工業行動，可以視為他們回應對警察的不滿情緒的手段。

### 香港
香港在反對逃犯條例修訂草案運動，示威者與警察造成嚴重的警民衝突，示威者多次提出「解散警隊，刻不容緩」的口號，而反香港黑警歌曲肥媽有話兒在網上廣泛流傳。

## 参看
- 警察軍事化
- 警察國家
- 仇警文宣
- 解散警隊，刻不容緩
- 沒有暴徒，只有暴政
- 警察暴力
- 廢警運動
- 停止資助警隊